# Narancssárga vonal (Metropolitan Area Express)
A Metropolitan Area Express narancssárga vonala vasútvillamos-viszonylat az Amerikai Egyesült Államok Oregon államában, a portlandi Union Station/Northwest 6th & Hoyt Street és Union Station/Northwest 5th & Glisan Street, valamint az Oak Grove-i Southeast Park Avenue megállóhely között. A 11,7 kilométeres, 17 megállós vonalat a TriMet üzemelteti. Üzemideje napi 20,5 óra, követési ideje 15 perc. 2020 szeptemberében hetente 3480-an használták.
A viszonylat a Union Station közelében kezdődik, ahol a sárga vonal járatainak többsége a narancssárga vonalra szerel át. Innen déli irányban az 5., míg északi irányban a 6. sugárúton halad. A Willamette folyón a Tilikum Crossingon átkelve Délkelet-Portlanden keresztül éri el Oak Grove-i végállomását.
A Portland–Milwaukie Light Rail Project kivitelezése a McLoughlin-sugárúti vasútvonalra irányuló több évtizednyi sikertelen próbálkozásokat követően 2011-ben kezdődött. Ez a South Corridor Transportation Project második fázisa (az első a sárga vonal Interstate 205 menti szakasza). A viszonylatot 2015. szeptember 12-én adták át.

## Története

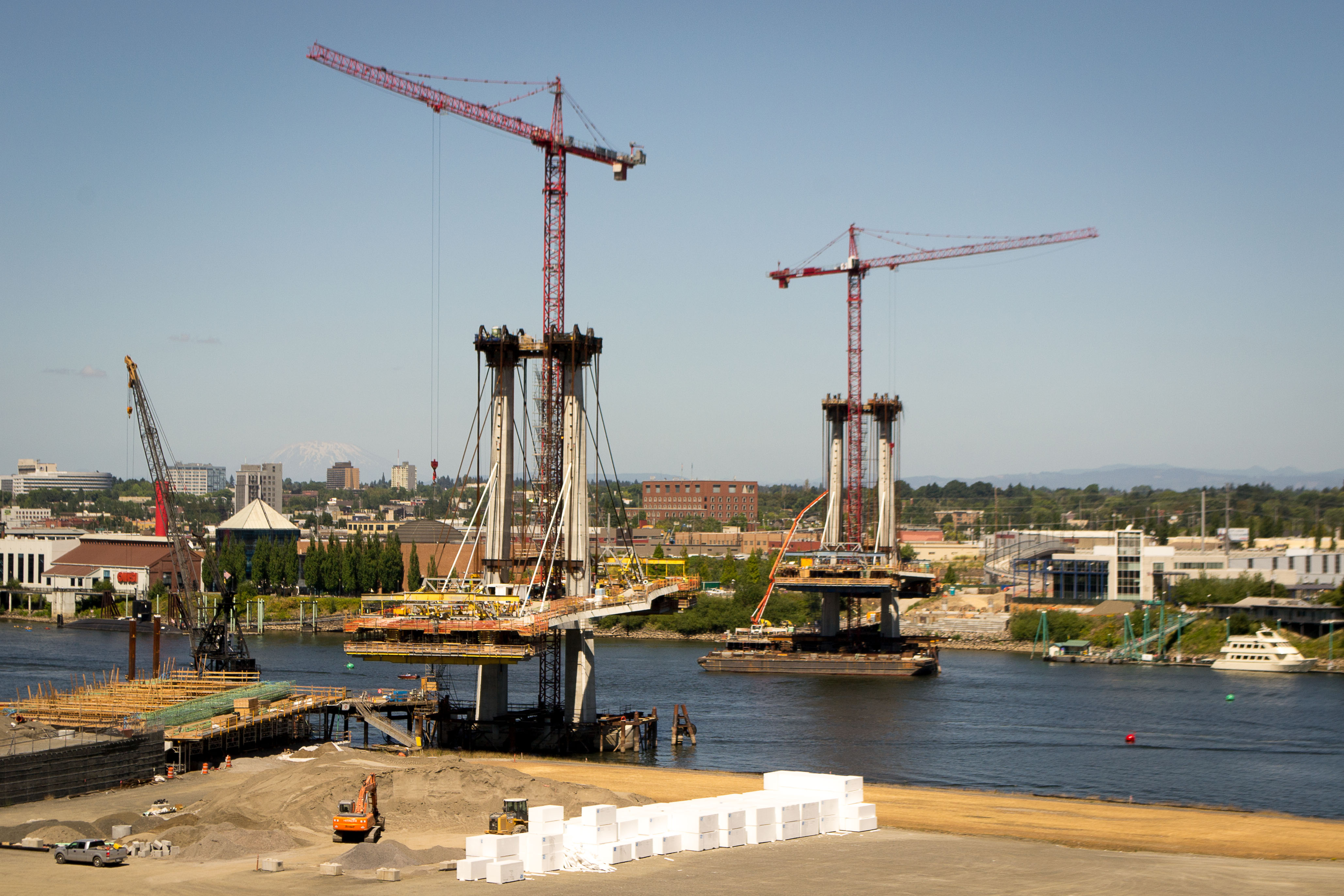
A Tilikum Crossing építése

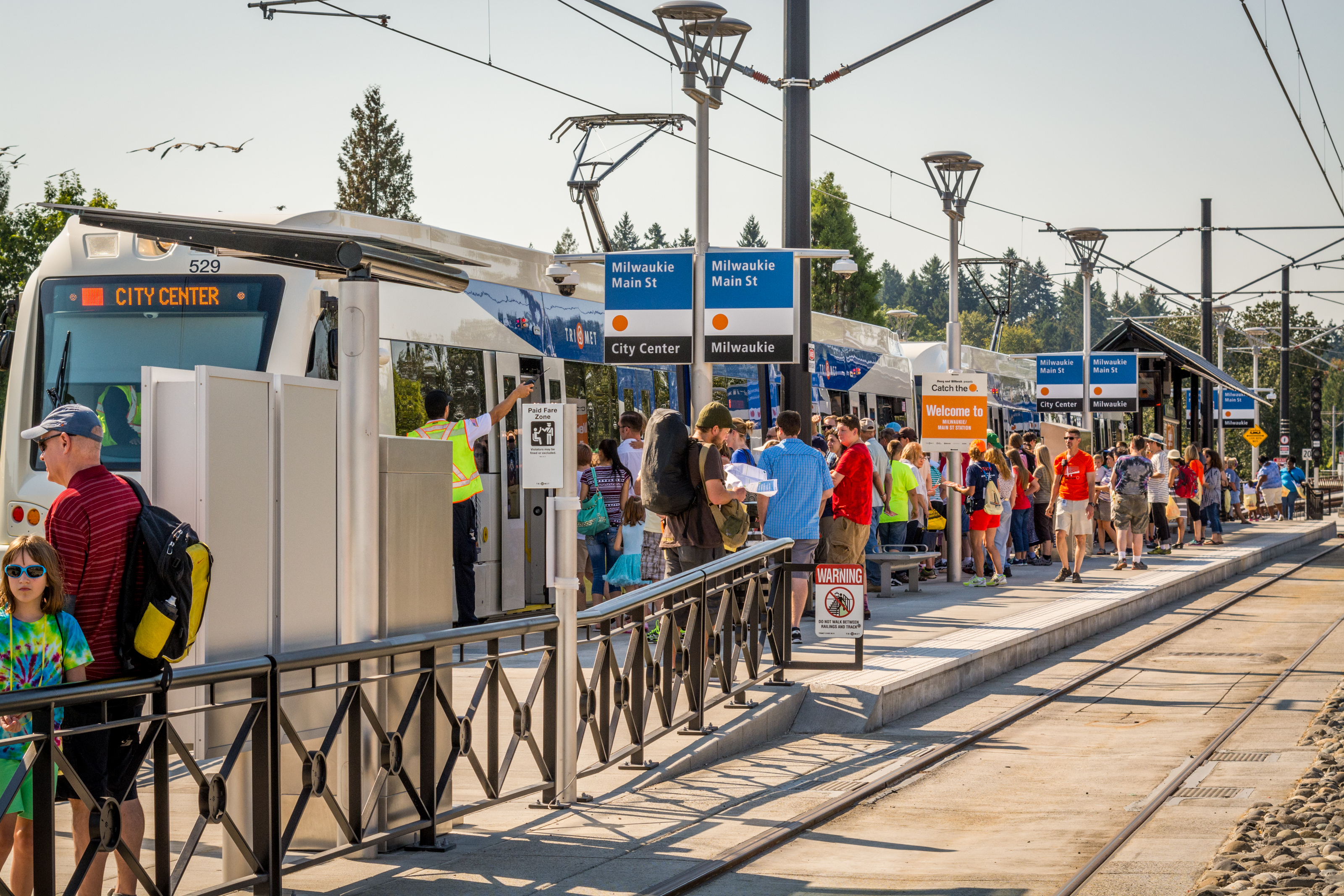
Milwaukie/Main Street megállóhely a megnyitó napján

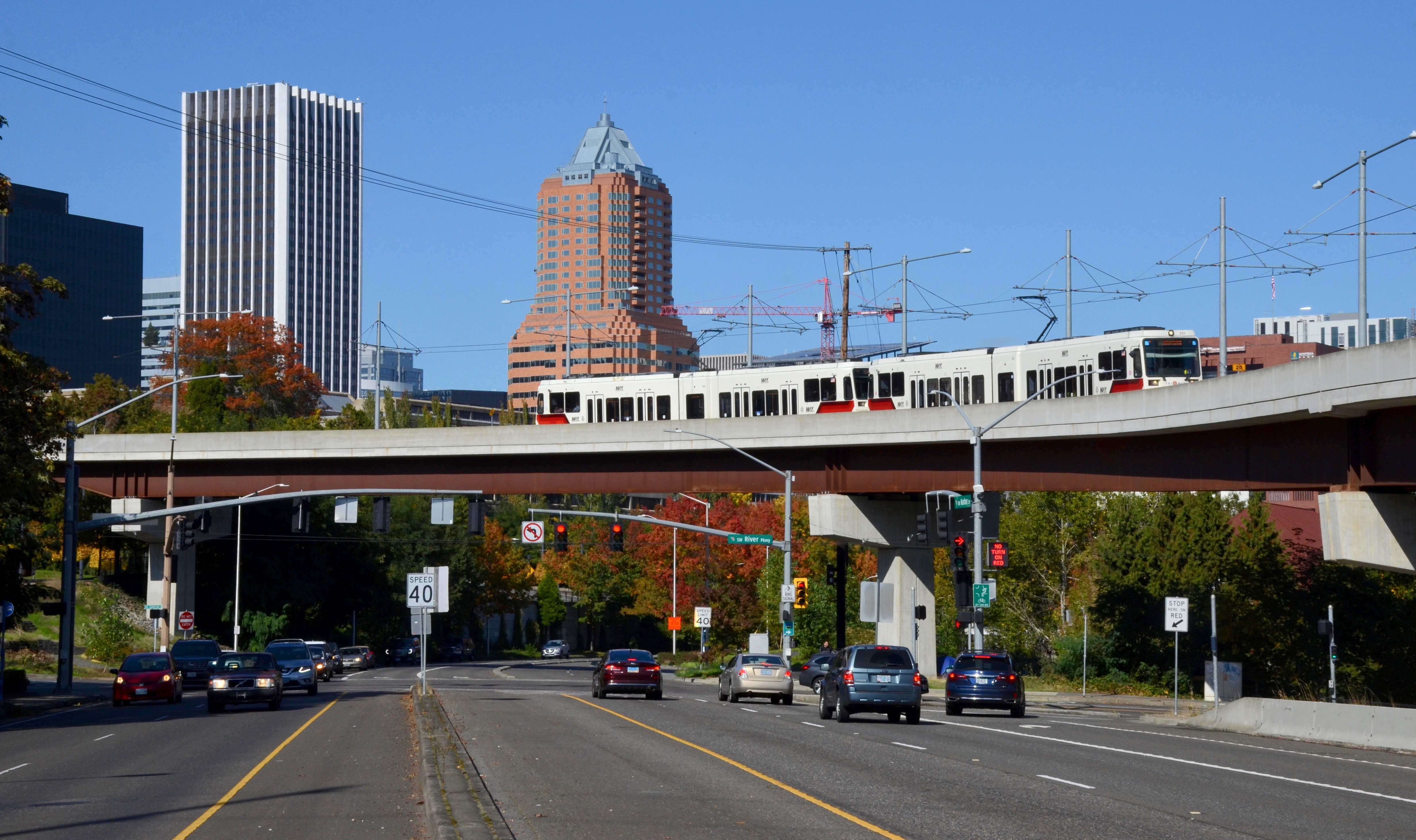
Viadukt a Harbor Drive felett

### Clackamas megyei javaslatok
1975-ben a Tom McCall kormányzó és a CRAG (a Metro regionális kormányzat elődje) által felállított munkacsoport a félbehagyott Mount Hood Freeway út szövetségi támogatásainak felhasználására tömegközlekedési folyosókat javasolt. Elsődlegesen autóbusz-viszonylatot terveztek, de alternatívaként szerepelt a Portland és Oregon City közötti vasútvonal is. Az 1973-as Federal Highway Act nyomása miatt a CRAG a Banfield Transitway kiépítése mellett döntött, az Oregon City-i viszonylat megépítését elnapolták. Novemberben a torontói közlekedési bizottság felbontotta a TriMettel a használt villamosok vásárlására kötött opciós szerződést. Ugyan az Oregoni Közlekedési Minisztérium egy buszvonal kialakítását preferálta, a szövetségi támogatásokból az 1986. szeptember 5-én átadott kék vonal épült meg.
A MAX átadása előtti hónapokban a Metro újra megvizsgálta a McLoughlin sugárút és az I-205 BRT menti vasútépítési terveket. Ekkorra a TriMet már elkezdte a MAX Westside szakaszának tervezését; mivel a szövetségi támogatásokat egyszerre egy projekt finanszírozására lehetett használni, a Metro prioritási sorrendjében az I-205 menti szakaszt a második, míg a McLoughlin sugárút mentit a harmadik helyre sorolta. Clackamas megye tisztviselői nem értettek egyet szövetségi források (köztük az I-205 BRT-re szánt 17 millió dollár) felhasználásáról, a Metro ezért 1989 januárjában átdolgozta a fontossági sorrendet.

### South/North
Ugyan a Westside szegmens prioritást élvezett, a Metro az I-205 és a McLoughlin sugárút menti szakasz terveit is megrendelte; 1989-ben Mark Hatfield oregoni és Brock Adams washingtoni szenátorok, a szenátus költségvetési bizottságának tagjai lobbitevékenységének hatására a két projekt kétmillió dollár szövetségi támogatást kapott, és kiegészültek a washingtoni hosszabbítás opciójával. Az alternatívák vizsgálatakor a szenátorok a jóval forgalmasabb Interstate 5 menti vonalvezetést támogatták. 1994-re a Metro kidolgozta a Hazel Dell és a Clackamas Town Center bevásárlóközpont közötti negyven kilométeres szakasz, a South/North korridor terveit.
A 2,8 milliárdos projekt oregoni önrészét 475 milliós kötvénykibocsátással kívánták rendezni; a novemberben kiírt népszavazáson a javaslatot a megjelentek kétharmada támogatta. A washingtoni 237,5 millió dolláros önrészt a forgalmi adó és a gépjármű-regisztrációs adó 0,3%-os emeléséből finanszírozták volna, de ezt 1995. február 7-én a szavazók 69%-a elutasította, ezzel a projekt megrekedt. Mivel a JPACT szerint a washingtoni szakasz kihagyásával az utasszámok nem érnék el a vártat, a Rose Quarter városrészt és a Clackamas Town Center bevásárlóközpontot összekötő alternatív javaslatot dolgoztak ki. A washingtoni önrész pótlására az állami képviselőház 750 milliós támogatási javaslatot fogadott el, amely 375 milliót különített volna el közlekedésfejlesztésre. A Legfelsőbb Bíróság szerint a javaslatcsomag a fejlesztések szempontjából irreleváns pontokat is tartalmazott, ezért alkotmányellenességre hivatkozva megsemmisítette. 1996 februárjában új javaslatot nyújtottak be, azonban a vasútvillamos ellenzői népszavazáson megakadályozták a források felhasználását. A korábban a viszonylatot támogató észak-portlandiek bizalmának visszaszerzésére és a szövetségi támogatások elnyerésére 1997 februárjában a Lombard utcától a Clackamas Town Centerig tartó 24 kilométeres vonal tervezetét mutatták be. Néhány hónappal később a képviselő-testület az északi végállomást másfél kilométerrel távolabb, a Lombard utca helyett Kenton kerületbe helyezte át. Júliusban a Metro közzétette a környezeti hatástanulmány első fázisát, amely tartalmazta a 34 kilométeres washingtoni meghosszabbítás lehetőségét is. A tanulmány megszövegezése miatt 1998. november 3-ára új referendumot írtak ki, ahol a szavazók 52%-a elutasította a javaslatot.
1999-ben észak-portlandi lakosok és vállalkozók a TriMettől a projekt felélesztését kérték, így 2004-ben az Interstate sugárút mentén átadták a sárga vonalat.

### Finanszírozása
2001 májusában a JPACT a korábbi javaslatokat felülvizsgálta, egy hónap múlva pedig bejelentette a 8,8 millió dolláros South Corridor tanulmány elkészítését, amelyben 2003 januárjára öt lehetséges alternatívát neveztek meg: mindkét vonal megépítése, egy vonal megépítése egy buszjárattal kiegészítve, bus rapid transit létesítése, illetve buszsávok kijelölése. A szervezet az első opciót preferálta: a viszonylatokat két részletben építenék meg; az I-205 menti 2009-ben, a Portland–Milwaukie vonal pedig öt évvel később nyílna meg. Mivel az I-205 menti korridor már létezett, adót pedig nem emelhettek, ezért ezt választották első fázisnak. A sikeres népszavazást követően az illetékesek 2003 áprilisára megkezdték a South Corridor projekt kidolgozását, októberre pedig elkészültek a kivitelezési tervek, melyek szerint első lépésként a vasutat bevezetik a Portland Transit Mallra. Az első fázis (a Portland Transit Mall átépítése, a zöld vonal átadása és a sárga vonal nyomvonal-korrekciója) 2009-re készült el.
2008 júliusában a tervezett Portland–Milwaukie viszonylat déli végállomásaként az Oak Grove-i Park sugárutat nevezték meg (2003-ban még csak a Lake útig tervezték a vonalat). A Hawthorne hídon kialakuló forgalmi dugóktól tartva a vasút számára új hidat (Tilikum Crossing) terveztek. A végső környezeti hatástanulmányt 2010 októberében tették közzé.
Az 1,49 milliárd dolláros projektből 745,2 milliót szövetségi forrásokból fedeztek; ugyan a TriMet 60%-os hozzájárulást igényelt, a Szövetségi Közlekedési Hatóság csak 50%-ot (minden korábbi MAX-vonalnál kevesebbet) biztosított. Oregon 355,2 milliós hozzájárulását az állami szerencsejáték-bevételekből finanszírozták, míg a fennmaradó részt a Metro, a TriMet, valamint Clackamas megye, Portland és Milwaukie önkormányzatai fedezték. A TriMet és a közlekedési hatóság szerződését 2012 májusában írták alá. Clackamas megye 25 milliós hozzájárulása egy vasútellenes népszavazást követően 22,6 millióra csökkent. A referendum kötelezte a megyét, hogy minden vasútfinanszírozási javaslatról népszavazást írjanak ki. Miután a szavazók 60%-a támogatta a javaslatot, Clackamas megye megpróbált kihátrálni a javaslatból és kérték a TriMettől, hogy a végállomás Southeast Tacoma/Johnson Creek megállóhelynél, a megyehatáron legyen. A TriMet keresetet nyújtott be, és 2013 júliusában a fellebbviteli bíróság elrendelte a projekt befejezését.

### Építése és megnyitása
A Szövetségi Közlekedési Hatóság 2011. április 5-ei döntésével a TriMet megkezdhette a szükséges földterületek és építőanyagok vásárlását. A kivitelezés június 30-án kezdődött a Tilikum Crossing (ideiglenesen Portland–Milwaukie vasúti híd) építésével, később pedig közműkiváltásokkal folytatódott. A Clackamas megyei munkálatok 2013-ban kezdődtek. Délkelet-Portlandben és Milwaukie-ban a gyalogosbiztonsági beruházások mellett csendes zónákat jelöltek ki, ahol a szabályoktól eltérően a vasúti átkelőkbe érve sem a MAX járműveinek, sem a tehervonatoknak nem szükséges kürtjüket használni. 2013. júliusában elérték az 50%-os készültséget, 2014 áprilisában pedig a beérkezett kilencezer javaslatból kiválasztották a vasúti híd végleges nevét. A viszonylatra vásárolt 18 darab Siemens S70 (Type 5) jármű első példányát a gyártó szeptemberben szállította. A projekt végleges költsége az előirányzotthoz képest negyvenmillióval kevesebb volt; Jeff Merkley szenátor indítványára a szövetségi hatóság hozzájárult további 3,6 millió dollár értékű, korábban kihagyott fejlesztés (például váltófűtés, további esőbeállók) megvalósításához.
A 2015. május 15-ei első járaton az ötszáz utas között volt Jeff Merkley mellett Kate Brown kormányzó is; a szerelvény a 11,7 kilométeres Portland–Milwaukie szakaszon lassújelek nélkül közlekedhetett. A teljes viszonylatos próbamenetek augusztus 30-án kezdődtek, a vonalat pedig szeptember 11-én, délelőtt 11 órakor adták át. A sárga és narancssárga vonal a Portland Transit Mallon átszerel egymásba; a TriMet a két különálló vonalat az eltérő járatsűrűséggel magyarázta (a narancssárga vonalon a sárgánál nagyobb utazási igény jelentkezik).

## Műalkotások a vonal mentén
A megállóhelyeken illetve azok környezetében az alábbi alkotásokat helyezték el:
- Orange Lining: Art Starts Now (ideiglenes)
- Impressed Concrete
- Journey Through Time
- Trio
- Flooded Data Machine
- Tilikum Light
- Sonic Dish
- We Have Always Been Here
- Intersection
- Velosaurus
- Passage
- Along These Lines
- Tri It
- Crystallization
- Kerf
- Threshhold
- Flow-Zone
- Bower
- Allogamy
- To Grandmother's House
- Bear Catching Salmon
- Phylogeny
- Flow
- Sewn
- One Tree Trestle

## Tervezett fejlesztések
A távlati tervek között szerepel a vonal meghosszabbítása a 99E út (McLoughlin Boulevard) mentén Oregon Cityig.

## Útvonala
A narancssárga vonal önállló szakaszán a 11,7 km hosszú Portland–Milwaukie szegmensen közlekedik. A Portland Union Station közelében a narancssárga viszonylat csak déli irányban, az 5. sugárúton közlekedik; az északi, 6. sugárúti irányt a sárga vonal járművei használják. A PSU South megállópártól délre a pálya a Lincoln utca elválasztósávjában Lincoln Street/Southwest 3rd Avenue megállóig keletre halad, majd a Naito Parkwayt csomópontja után a Harbor Drive-ot és a River Parkwayt egy viadukton keresztezve South Waterfront városrészbe érkezik. A Tilikum Crossingon a vonatok a Portland Streetcar A és B viszonylataival közös pályát használnak.
A Tilikum Crossing délkelet-portlandi hídfőjénél a vágányok elágaznak; a MAX vonatai innen a Union Pacific Railroad tehervágányival párhuzamosan haladnak a 17. sugárútig, ahol a pálya dél felé fordul. Milwaukie-ba érve a Kellogg hídon áthaladva a 22. sugárúthoz érkezik, majd a McLoughlin sugárút mentén utcaszinten haladva a Park sugárúton található háromvágányos végállomáson ér véget.
| SE Park Ave felé | Union Station/NW 6th & Hoyt felé |
| --- | --- |
| Union Station/NW 6th & Hoyt – NW 6th Ave – SW 6th Ave – SW Lincoln St – SW Harbor Viaduct – Tilikum Crossing – Willamette River – SE Tilikum Way – OMSI/SE Water – SE 17th Ave & Rhine – SE 17th Ave – SE Bybee Blvd – Johnson Creek – SE McLoughlin Blvd – SE Park Ave | SE Park Ave – SE Mcloughlin Blvd – Johnson Creek – SE Bybee Blvd – SE 17 Ave – SE 17th Ave & Rhine – OMSI/SE Water – SE Tilikum Way – Willamette River – Tilikum Crossing – SW Harbor Viaduct – SW Lincoln St – SW 5th Ave – NW 5th Ave – Union Station/NW 6th & Hoyt |

## Megállóhelyei
A Portland–Milwaukie Light Rail Project keretében tíz megálló (a Lincoln St/SE 3rd Ave és a SE Park Ave között) épült. A Portland Transit Mall megállóin a viszonylat a sárga és zöld vonalakkal fonódik.
2015-ben a Hop Fastpass fizetési rendszer tesztjeként két megállóban fizetőkapukat telepítettek, de ezeket nem használják.
| Narancssárga vonal (Union Station/SW 6th & Hoyt◄►SE Park Ave) | |                                                       |
| Megállóhely                                                   | Átszállási kapcsolatok | Intézmények                                           |
| (↓) Union Station/NW 6th & Hoyt végállomás                    | Sárga vonal Empire Builder, Coast Starlight, Amtrak Cascades 5, 17, Northwest POINT, Greyhound Lines, Caravan Airport Shuttle, Valley Retriever | Vasútállomás, Autóbusz-állomás                        |
| (↑) Union Station/SW 5th & Glisan                             | 291 |                                                       |
| (↓) NW 6th & Davis                                            | 17 |                                                       |
| (↑) NW 5th & Couch                                            | | Roseland Színház                                      |
| (↓) SW 6th & Pine                                             | 1, 12, 19, 20, 54, 56 |                                                       |
| (↑) SW 5th & Oak                                              | Downtown Express |                                                       |
| (↓) Pioneer Courthouse/SW 6th Ave                             | | Törvényszék                                           |
| (↑) Pioneer Place/SW 5th Ave                                  | 291 |                                                       |
| (↓) SW 6th & Madison                                          | |                                                       |
| (↑) City Hall/SW 5th & Jefferson                              | 6, 38, 45, 55, 58, 92, 96, 291 | Wells Fargo Történelmi Múzeum                         |
| (↓) PSU Urban Center/SW 6th & Montgomery                      | 9, 17, 19, 35, 36, 44, 54, 56, 99, 164, 177 |                                                       |
| (↑) PSU Urban Center/SW 5th & Mill                            | B , NS | Szent Mihály arkangyal Templom                        |
| (↓) PSU South/SW 6th & College                                | 68 | Portlandi Állami Egyetem                              |
| (↑) PSU South/SW 5th & Jackon                                 | |                                                       |
| Lincoln St/SW 3rd Ave                                         | 9, 17, 43, 291, Downtown Express | Portland Center Park                                  |
| South Waterfront/S Moody                                      | A , B | Oregoni Egészségtudományi Egyetem                     |
| OMSI/SE Water                                                 | A , B 9, 17, 291 | Portland Opera                                        |
| Clinton St/SE 12th Ave                                        | 9, 17, 70, 291 | Tűzoltóság                                            |
| SE 17th Ave & Rhine St                                        | 17, 70 |                                                       |
| SE 17th Ave & Holgatw                                         | 17, 70, 291 | A Modern Élet Múzeuma                                 |
| SE Bybee Blvd                                                 | 19, 291 |                                                       |
| SE Tacoma/Johnson Creek                                       | 34, 99, 291 | Springwater–folyosó-ösvény                            |
| Milwaukie/Main St                                             | 32 | Milwaukie-i Gimnázium, Milwaukie-i Művészeti Akadémia |
| SE Park Ave végállomás                                        | 32, 33, 99 |                                                       |

## Forgalom
A viszonylat üzemideje napi 21,5 óra. Hétköznapokon az első déli irányú vonat Union Station/Northwest 5th & Glisan megállótól 5:02-kor, az első északi irányú pedig Southeast Park Avenue-tól 6:14-kor indul. A végállomástól végállomásig utazás körülbelül 35 percig tart. Csúcsidőben egyes vonatok a Portland Transit Mall hurokvágányain visszafordulnak Milwaukie felé, a többi a sárga vonalon közlekedik tovább. Az utolsó Milwaukie irányú vonat Union Station/Northwest 5th & Glisantől 0:02-kor, az utolsó Portland irányú Southeast Park Avenue-tól pedig 0:56-kor indul. Hétvégén az üzemidő rövidebb. A MAX viszonylatai a TriMet „Frequent Express” szolgáltatásának része, ahol a nap részében legalább 15 perces követési időt biztosítanak; a követési idő csúcsidőben 15, azon kívül pedig 30 perc.
Késő esténként a vasúttal párhuzamosan a 291-es jelzésű éjszakai busz közlekedik hétköznapokon kettő, hétvégéken egy indulással.

### Utasszámok
A narancssárga vonal a hálózat legkevésbé kihasználtabb viszonylata. A Covid19-pandémia miatt a napi utasszámok a 2019. szeptemberi 11 500-ról 2020 szeptemberére 3480 főre estek vissza. Az előzetes becslések 2016-ra napi 17 000 utast jósoltak, de októberben csak napi 11 000-en használták a járatokat.

## Fordítás
- Ez a szócikk részben vagy egészben  a   MAX Orange Line című angol Wikipédia-szócikk ezen változatának fordításán alapul.  Az eredeti cikk szerkesztőit annak laptörténete sorolja fel. Ez a jelzés csupán a megfogalmazás eredetét és a szerzői jogokat jelzi, nem szolgál a cikkben szereplő információk forrásmegjelöléseként.